# Esponenti del teatro elisabettiano
Segue un elenco di alcuni esponenti di spicco del teatro elisabettiano:

## Autori

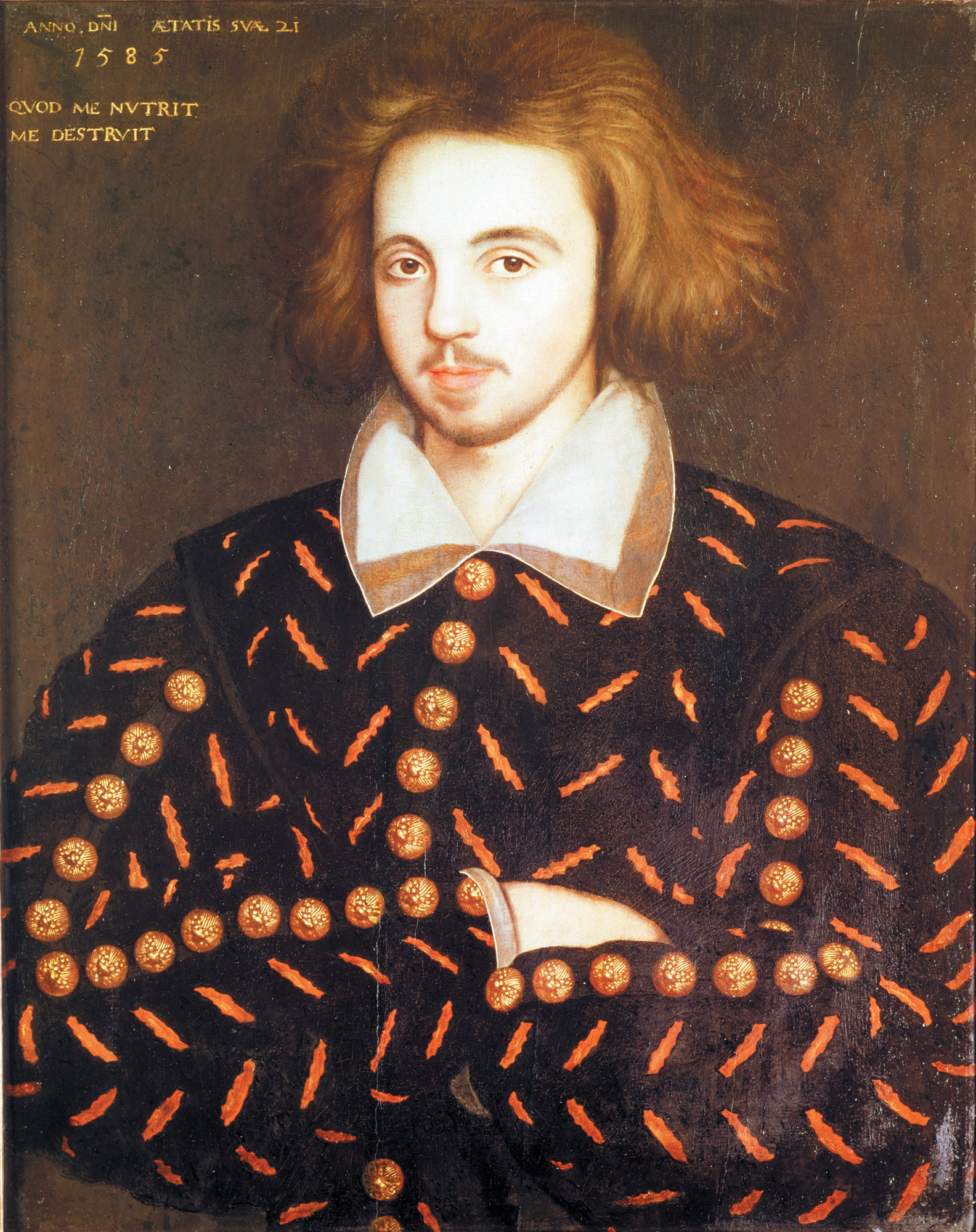
Christopher Marlowe (1564-1593)

- William Alabaster
- William Alley
- Robert Armin
- Thomas Ashton
- Francis Beaumont
- Samuel Brandon
- George Chapman
- Henry Chettle
- Samuel Daniel
- John Day
- Thomas Dekker
- Michael Drayton
- Richard Edwardes
- John Fletcher
- John Ford
- Abraham Fraunce
- Ulpian Fulwell
- Thomas Garter
- George Gascoigne
- Thomas Goffe
- Arthur Golding
- Robert Greene
- Richard Hathwaye
- William Haughton
- Thomas Heywood
- Thomas Hughes
- Ben Jonson
- Thomas Kyd
- Thomas Legge
- Thomas Lodge
- Thomas Lupton
- John Lyly
- Christopher Marlowe
- John Marston
- Philip Massinger
- Thomas Middleton
- Anthony Munday
- Thomas Nashe
- Thomas Norton
- George Peele
- John Phillip
- John Pickering
- Henry Porter
- Thomas Preston
- William Rankins
- Samuel Rowley
- William Rowley
- Thomas Sackville
- William Shakespeare
- James Shirley
- Philip Sidney
- Wentworth Smith
- John Webster

## Lista di attori

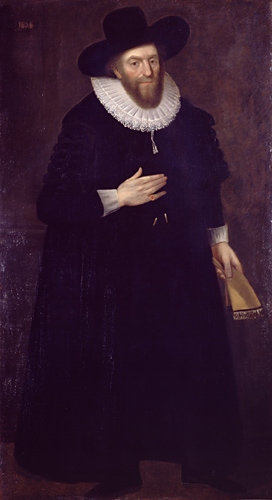
Edward Alleyn (1566-1626)

- Edward Alleyn
- Robert Armin
- Christopher Beeston
- Richard Burbage
- Henry Condell
- Nathan Field
- John Heminges
- Thomas Heywood
- Will Kempe
- William Rowley
- William Shakespeare
- Richard Tarlton

## Altre personalità
- George Buc, Master of the Revels 1609 - 1622
- Cuthbert Burbage, impresario
- James Burbage, impresario
- Philip Henslowe, impresario
- Francis Langley, impresario
- Edmund Tilney, Master of the Revels 1579 - 1609